# Vena
Vena (lat. vena) je svaka krvna žila koja krv prenosi prema srcu. Njezina uloga je da krv, koja je izvršila stanično disanje, odvede u srce. Ta krv je zapravo siromašna kisikom, ali bogata otpadnim tvarima i ugljikovim dioksidom. Uz arterije i kapilare čine dio krvožilnog sustava. Najveće vene su gornja i donja šuplja vena. Važno je znati da ne teče svim venama venska krv, nego se to događa samo u velikom optoku krvi. 
U velikom optoku krvi, krv koja je izvršila izmjenu respiracijskih plinova i hranidbenih tvari i time postala deoksigenirana krv, venama teče i ulazi u desnu pretklijetku srca. 
U malom optoku krvi, venama iz pluća u srce teče arterijska krv, koja se još naziva oksigenirana krv. Plućne vene se ulijevaju u lijevoj pretklijeci srca.

## Podjela
- Gornja šuplja vena  (lat. vena cava superior)
- Donja šuplja vena  (lat. vena cava inferior)
- Plućne vena (lat. vena pulmonalis)
- Velike vene
- Male vene
- Venule

Sve gore navedene vene, osim plućne vene, vode prema desnoj pretklijetci srca.
Gornja šuplja vena je velika vena koja krv iz glave, vrata i gornjih ekstremiteta vraća u desnu pretklijetku srca.
Donja šuplja vena je velika vena koja prima deoksigeniranu krv iz donjih udova, karlice i abdomena te je ulijeva u desnu pretklijetku srca.
Plućne vene su četiri vene koje vode arterijsku krv iz pluća u lijevu pretklijetku srca. Iako u njoj teče arterijska krv, zove se vena jer vodi prema srcu.
Velike vene su sve vene koje povezuju male vene s velikom i malom šupljom venom .
Male vene su vene veće od venula i manje od velikih vena. Povezuju jedne s drugima.
Venule su najmanje vene. One su povezane s kapilarama, od kojih dobivaju deoksigeniranu krv. Tu krv vode prema malim i velikim venema.

## Građa
U venama se nalaze venski zalisci. Oni su ključni za usmjeravanje krvi prema srcu. Osim toga, oni sprječavaju nakupljanje krvi u donjim dijelovima tijela zbog gravitacije.

## Bolesti vena
Proširene vene se najčešće javljaju na nogama i nazivaju se još i varikozne vene.Proširene (varikozne) vene su široke, vijugave, okom vidljive površne vene na nogama. Gotovo su uvijek izazvane oštećenjem zalistaka vena, koji kontroliraju tijek krvi od periferije k srcu i plućima gdje krv dobije kisik i preko arterija se vraća u tkiva. Ako ovi zalisci (ventili) ne funkcioniraju dobro, onda krv ne ide samo prema srcu, već se dio vraća u niži dio vene izazivajući, logično, njezino proširenje, nepravilnosti u zidu vene itd. Uzroci proširenih vena su: prvenstveno genetski, pojavljuju se i pogoršavaju u trudnoći, tijekom uzimanja kontracepcijskih tableta, trauma, udaraca, debljine, visokih potpetica i uske obuće jer smanjuju rad „mišićne pumpe“, ozljede kralježnice, spuštenih stopala, dužeg sjedenja i stajanja.
Proširenje vena sjemenska sjemenske vrpce (lat. funiculus spermaticus) naziva se varikokela.